# Марянув-Кольонія
Марянув-Кольонія (пол. Marianów-Kolonia) — село в Польщі, у гміні Кавенчин Турецького повіту Великопольського воєводства.
Населення — 153 особи (2011).
У 1975-1998 роках село належало до Конінського воєводства.

## Демографія
Демографічна структура станом на 31 березня 2011 року:
|          | Загалом | Допрацездатний вік | Працездатний вік | Постпрацездатний вік |
| -------- | ------- | ------------------ | ---------------- | -------------------- |
| Чоловіки | 73      | 13                 | 48               | 12                   |
| Жінки    | 80      | 21                 | 41               | 18                   |
| Разом    | 153     | 34                 | 89               | 30                   |